# Corcodel, Iași
Corcodel este un sat în comuna Grajduri din județul Iași, Moldova, România.